# Маккиттерик, Розамонд
Розамонд Маккиттерик (англ. Rosamond D. (Deborah) McKitterick; род. 31 мая 1949, Честерфилд, Дербишир) — британо-английский историк-медиевист, специалист по раннесредневековой истории Европы, в особенности по Риму, Италии и франкам, в частности по Каролингам.
Дважды доктор (PhD и Litt.D.) и эмерит-профессор Кембриджа, эмерит-феллоу Сидни-Сассекс-колледжа, член Европейской академии (2011), членкор Австрийской АН (2006). Лауреат премии Хейнекена (2010).

## Биография
Окончила с отличием Университет Западной Австралии (бакалавр, 1970).
Получила степень магистра (1977) и две докторских (PhD и Litt.D., соотв. 1976 и 1991) в Кембридже. В 1974-1975 учебном год изучала палеографию в Мюнхенском университете. С 1975 года ассистент-лектор, с 1985 года лектор, с 1991 года ридер, с 1997 года профессор Кембриджа. В 1974—2006 годах феллоу Ньюнхем-колледжа, его вице-принципал в 1996-1998 годах.
С 1999 года занимает кафедру средневековой истории на историческом факультете Кембриджского университета. С 2013 года занимает кафедру в British School at Rome. В 2015 году LECTIO Professor в KU Leuven.
Феллоу Королевских Исторического общества (1980), Общества искусств (2001), а также Общества древностей; членкор Monumenta Germaniae Historica (1999) и Американской академии медиевистики (2006), а также Общества антикваров Франции. Президент Ecclesiastical History Society (2018—2019). Большую часть своей академической карьеры посвятила истории франков, специалист по истории и письменной культуре Каролингов. Развивала идеи Патрика Гири.
До 2019 года являлась генредактором Cambridge Studies in Medieval Life and Thought.
С 1976 года супруга David McKitterick.
Автор и редактор 26 книг, 160 статей и глав в других книгах.
- (Ред.) The Early Middle Ages (2001)
- Atlas of the Medieval World (2003)
- History and Memory in the Carolingian World (Cambridge University Press, 2004) Рец.,
- Perceptions of the Past in the Early Middle Ages (2006)
- Charlemagne: The Formation of a European Identity (2008)
- Rome Across Time and Space: Cultural Transmission and the Exchange of Ideas (2011)
- Old Saint Peter’s, Rome (2013)[11]
- Rome and the Invention of the Papacy: The «Liber Pontificalis.» (The James Lydon Lectures in Medieval History and Culture.) Cambridge: Cambridge University Press, 2020. Рец.